# Jamie Carragher
James Lee Duncan Carragher (Bootle, 28 de janeiro de 1978) é um ex-futebolista inglês que atuava como zagueiro. 
Jogou toda sua carreira profissional pelo Liverpool.
A despeito de ter sido na infância torcedor do Everton, se formou como jogador no rival Liverpool, clube que não deixaria mais: estreou em 1996.
É um dos quatro ídolos recentes do time que foram anteriormente torcedores do rival, ao lado de Michael Owen, Robbie Fowler e Steve McManaman. Em um amistoso que lhe celebrava, justamente entre Liverpool e Everton, marcou contra, de pênalti, para o clube que torcia.

## Carreira

### 2012–13
Carragher, anunciou em 7 de fevereiro de 2013, que se aposentaria no final da temporada.
| “ | Esta será a minha última temporada no Liverpool e também como jogador profissional. | ” |

Carragher está no clube desde que tinha nove anos de idade, passou por todas as categorias de base e é um dos recordistas de jogos pelo clube inglês.
No dia 19 de maio de 2013, Carragher realizou sua última partida pelo clube de Liverpool, na vitória de 1x0 sobre o Queens Park Rangers, no estádio Anfield Road. Foram 17 anos de serviços prestados ao clube, no total de 736 partidas e 5 gols anotados.

## Títulos
Liverpool

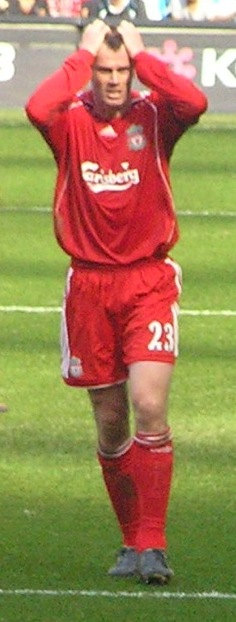
Carragher em uma partida contra o Manchester City

- Copa da Liga Inglesa: 2000–01, 2002–03 e 2011–12
- Copa da Inglaterra: 2000–01 e 2005–06
- Copa da UEFA: 2000–01
- Supercopa da Inglaterra: 2001 e 2006
- Supercopa da UEFA: 2001 e 2005
- Liga dos Campeões da UEFA: 2004–05

## Estatísticas
Atualizadas até 18 de Janeiro de 2011
| Clube        | Temporada | Premiership | Premiership | FA Cup | FA Cup | League Cup | League Cup | Europa | Europa | Outros | Outros | Total | Total |
| Clube        | Temporada | Jogos       | Gols        | Jogos  | Gols   | Jogos      | Gols       | Jogos  | Gols   | Jogos  | Gols   | Jogos | Gols  |
| ------------ | --------- | ----------- | ----------- | ------ | ------ | ---------- | ---------- | ------ | ------ | ------ | ------ | ----- | ----- |
| Liverpool FC | 2007-08   | 33          | 0           | 4      | 0      | 3          | 0          | 13     | 0      | 0      | 0      | 53    | 0     |
| Liverpool FC | 2006-07   | 35          | 1           | 1      | 0      | 1          | 0          | 12     | 0      | 0      | 0      | 49    | 1     |
| Liverpool FC | 2005-06   | 36          | 0           | 6      | 0      | 0          | 0          | 13     | 1      | 2      | 0      | 57    | 1     |
| Liverpool FC | 2004-05   | 38          | 0           | 0      | 0      | 3          | 0          | 15     | 0      | 0      | 0      | 56    | 0     |
| Liverpool FC | 2003-04   | 22          | 0           | 3      | 0      | 0          | 0          | 4      | 0      | 0      | 0      | 29    | 0     |
| Liverpool FC | 2002-03   | 35          | 0           | 3      | 0      | 5          | 0          | 11     | 0      | 0      | 0      | 54    | 0     |
| Liverpool FC | 2001-02   | 33          | 0           | 2      | 0      | 1          | 0          | 16     | 0      | 1      | 0      | 53    | 0     |
| Liverpool FC | 2000-01   | 34          | 0           | 6      | 0      | 6          | 0          | 12     | 0      | 0      | 0      | 58    | 0     |
| Liverpool FC | 1999-00   | 36          | 0           | 2      | 0      | 2          | 0          | 0      | 0      | 0      | 0      | 40    | 0     |
| Liverpool FC | 1998-99   | 34          | 1           | 2      | 0      | 2          | 0          | 6      | 0      | 0      | 0      | 44    | 1     |
| Liverpool FC | 1997-98   | 20          | 0           | 0      | 0      | 2          | 0          | 1      | 0      | 0      | 0      | 23    | 0     |
| Liverpool FC | 1996-97   | 2           | 1           | 0      | 0      | 1          | 0          | 0      | 0      | 0      | 0      | 3     | 1     |
| Total        |           | 358         | 3           | 28     | 0      | 26         | 0          | 103    | 1      | 4      | 0      | 521   | 4     |